# La collina del vento
La collina del vento è un romanzo del 2012 dello scrittore italiano Carmine Abate, vincitore del Premio Campiello 2012. Lo scrittore afferma in un'intervista alla trasmissione Sottovoce, di aver completato il libro in 7/8 mesi.
Il romanzo è dedicato al padre dell'autore, scomparso nel 2011.

## Trama
Il celebre archeologo trentino Paolo Orsi si reca sulla collina del Rossarco, di proprietà della famiglia Arcuri, alla ricerca della mitica città di Krimisa. La campagna di scavi si tinge di giallo e gli Arcuri cominciano a scontrarsi con l'invidia violenta degli uomini, la prepotenza del latifondista locale e le intimidazioni mafiose.

## Ambientazione
La storia narra le vicende della famiglia Arcuri nell'arco di un secolo, dal 1902 ai giorni nostri. La collina esiste veramente, e l'autore la colloca tra i comuni di Carfizzi e Cirò Marina. Così come esistono gli altri paesi citati nel romanzo come Cirò, San Nicola dell'Alto, Strongoli; e anche i luoghi come Punta Alice, il tempio di Apollo Aleo e il Castello Sabatini.

## Edizioni
- Carmine Abate, La collina del vento, collana Scrittori italiani e stranieri, Mondadori, 2012,  pp. 264, ISBN 978-88-04-60876-9.